# Mindia Endeladse
Mindia Endeladse (* 24. Mai 1998) ist ein georgischer Sprinter, der sich auf den 400-Meter-Lauf spezialisiert hat.

## Sportliche Laufbahn
Erste internationale Erfahrungen sammelte Mindia Endeladse im Jahr 2017, als er bei den U20-Europameisterschaften in Grosseto im 400-Meter-Lauf mit 48,99 s in der ersten Runde ausschied. Im Jahr darauf belegte er bei den Balkan-Hallenmeisterschaften in Istanbul in 49,34 s den vierten Platz im B-Lauf und 2019 siegte er bei den Balkan-Hallenmeisterschaften ebendort in 48,11 s im C-Lauf. Bei den Freiluftmeisterschaften in Prawez wurde er dann in 47,37 s Zweiter im B-Finale. 2020 belegte er bei den Balkan-Hallenmeisterschaften in 47,86 s den sechsten Platz und 2021 wurde er bei den Hallenmeisterschaften in 47,73 s Achter. Kurz zuvor stellte er ebenfalls in Istanbul mit 47,26 s einen neuen georgischen Hallenrekord über 400 Meter auf. Anfang März schied er dann bei den Halleneuropameisterschaften in Toruń mit 47,85 s in der Vorrunde aus. Im Jahr darauf schied er bei den Balkan-Meisterschaften in Craiova mit 10,88 s im Vorlauf über 100 Meter aus und gelangte über 200 Meter mit 21,74 s auf Rang sechs im B-Lauf. 2023 wurde er bei der 3. Liga der Team-Europameisterschaft im Rahmen der Europaspiele in Chorzów in 10,56 s Vierter im 100-Meter-Lauf und gelangte über 200 Meter mit 20,98 s auf Rang zwei. Zudem wurde er mit der 4-mal-100-Meter-Staffel in 42,19 s Siebter und gelangte mit der Mixed-Staffel über 4-mal 400 Meter mit 3:36,62 min ebenfalls auf Rang sieben. Im Juli belegte er bei den Balkan-Meisterschaften in Kraljevo in 20,94 s den vierten Platz über 200 Meter, ehe er im August bei den Weltmeisterschaften in Budapest mit 21,20 s im Vorlauf ausschied.
In den Jahren 2019 und 2021 wurde Endeladse georgischer Meister im 200- und 400-Meter-Lauf.

## Persönliche Bestzeiten
- 100 Meter: 10,41 s (−1,2 m/s), 1. Juli 2023 in Almaty
- 200 Meter: 20,88 s (+0,1 m/s), 2. Juli 2023 in Almaty
  - 200 Meter (Halle): 21,72 s, 29. Januar 2023 in Bursa
- 400 Meter: 45,86 s, 29. Mai 2021 in Tiflis (georgischer Rekord)
  - 400 Meter (Halle): 47,26 s, 14. Februar 2021 in Istanbul (georgischer Rekord)